# Liste der Baudenkmäler in Unterrath
Die Liste der Baudenkmäler in Unterrath enthält die denkmalgeschützten Bauwerke auf dem Gebiet von Düsseldorf-Unterrath, Stadtbezirk 6, in Nordrhein-Westfalen. Diese Baudenkmäler sind in der Denkmalliste der Stadt Düsseldorf eingetragen; Grundlage für die Aufnahme ist das Denkmalschutzgesetz Nordrhein-Westfalen (DSchG NRW).

## Baudenkmäler
| Bild           | Bezeichnung                | Lage                              | Beschreibung | Bauzeit              | Eingetragen seit  | Denkmal- nummer |
| -------------- | -------------------------- | --------------------------------- | ------------ | -------------------- | ----------------- | --------------- |
| BW             | Pfarrhaus                  | Am Klosterhof 6 Karte             |              | 18. Jh.              | 15. Dezember 1983 | A 491           |
| BW             |                            | Am Klosterhof 10 Karte            |              | 17. Jh.              | 8. Dezember 1983  | A 489           |
| weitere Bilder | Petruskirche               | Am Röttchen 10 Karte              |              | 1955–1956            | 16. Januar 2006   | A 1546          |
| BW             | Grundschule                | An der Golzheimer Heide 120 Karte |              | 1935–1936, 1954–1958 | 22. Mai 2006      | A 1565          |
| BW             | Lesende                    | Eckenerstraße 1 Karte             |              | 1956                 | 16. Januar 2006   | A 1547          |
| BW             | Schulhaus                  | Kalkumer Straße 85 Karte          |              | Ende 19. Jh.         | 9. September 2002 | A 1508          |
| BW             | Messezeichen               | Kalkumer Straße o. Nr. Karte      |              | 1962                 | 16. Januar 2006   | A 1548          |
|                | Motte                      | Kieshecker Weg o. Nr.             |              | mittelalterlich      | 14. Juli 1999     | A 1462          |
| weitere Bilder | St. Maria unter dem Kreuze | Kürtenstraße 160 Karte            |              | 1869–1871            | 4. Januar 1984    | A 506           |
| Zur Klinke     | Zur Klinke                 | Unterrather Straße 56 Karte       |              | 1784                 | 10. August 1983   | A 406           |